# Hidari
Hidari is een geslacht van vlinders van de familie dikkopjes (Hesperiidae).

## Soorten
- H. bhawani De Nicéville, 1888
- H. doesoena Martin, 1895
- H. irava (Moore, 1857)